# 星系暈尖點問題
星系暈尖點問題出現在宇宙論模擬的冷暗物質將在宇宙最密集的區域形成尖點－也就是說，在中心點的數值將出現一個尖銳的峰值。這暗示了星系的中心，例如我們的銀河系，將會比其他區域有更高的暗物質密度。但是，在許多這類星系的中心，暗物質在分佈上似乎一點都沒有這樣的問題。
不過，這並不是個棘手的問題，因為重子物質的分布和暗物質分佈之間的問題，在高重子濃縮的區域上未被充分的探討過。特別是，高密度的重子物質除了重力之外還有由其它作用力造成的不同分佈。重子物質的分佈，反過來說，可能影響到暗物質自然的密度尖點。